# Smârdioasa
Smârdioasa – wieś w Rumunii, w okręgu Teleorman, w gminie Smârdioasa. W 2011 roku liczyła 1925 mieszkańców.